# Ерёмина Гора (Ленинградская область)
Ерёмина Гора — деревня в Ганьковском сельском поселении Тихвинского района Ленинградской области.

## История
Деревня Ереминова упоминается на карте Новгородского наместничества 1792 года А. М. Вильбрехта.

ЕРЁМИНА ГОРА — деревня Ерёминогорского общества, прихода Капецкого погоста.

Крестьянских дворов — 27. Строений — 5, в том числе жилых — 28. 

Число жителей по семейным спискам 1879 г.: 49 м. п., 53 ж. п.; по приходским сведениям 1879 г.: 60 м. п., 58 ж. п.

Сборник Центрального статистического комитета описывал её так:

ЕРЁМИНА ГОРА — деревня бывшая государственная при реке Капше, дворов — 19, жителей — 120; Земская почтовая станция, больница. (1885 год)

В конце XIX — начале XX века деревня административно относилась к Куневичской волости 2-го земского участка 2-го стана Тихвинского уезда Новгородской губернии.

ЕРЁМИНА ГОРА — деревня Ерёминогорского общества, дворов — 31, жилых домов — 53, число жителей: 89 м. п., 101 ж. п.

Занятия жителей — земледелие, лесные промыслы. Ручей Сарожский. Земская школа, фельдшерский пункт, земская обывательская станция, пристань, хлебная лавка, 3 мельницы, кузница, казённая винная лавка. (1910 год)

С 1917 по 1918 год деревня Ерёмина Гора входила в состав Куневичской волости Тихвинского уезда Новгородской губернии.
С 1918 года в составе Ерёминогорского сельсовета Череповецкой губернии.
С 1927 года в составе Капшинского района.

Деревня Ерёмина Гора на карте 1932 года

Согласно карте Ленинградской области Северо-западного аэрогеодезического треста ГГУ издания 1932 года деревня насчитывала 17 крестьянских дворов. В деревне находились: сельсовет, почтовое отделение и водяная мельница.
По данным 1933 года деревня Ерёмина Гора являлась административным центром Ерёминогорского сельсовета Капшинского района, в который входили 14 населённых пунктов: деревни Абрамово, Виногора, Гороховица, Грузино, Ерёмина Гора, Кобякова Гора, Концы, Крючково, Куневичи, Лихачево, Оломчена, Сапозеро, Теренино, Шитиково, общей численностью населения 1541 человек>.
По данным 1936 года в состав сельсовета входили 14 населённых пунктов, 260 хозяйств и 7 колхозов.
В 1940 году население деревни Ерёмина Гора составляло 242 человека.
В 1961 году население деревни Ерёмина Гора составляло 205 человек.
С 1963 года в составе Тихвинского района.
По данным 1966 года деревня Ерёмина Гора входила в состав Ерёминогорского сельсовета, но административным центром сельсовета являлась деревня Крючково.
По данным 1973 года деревня Ерёмина Гора также входила в состав Ерёминогорского сельсовета и являлась его административным центром.
По данным 1990 года деревня Ерёмина Гора являлась административным центром Ерёминогорского сельсовета, в который входили 15 населённых пунктов, общей численностью населения 883 человека. В самой деревне Ерёмина Гора проживали 143 человека.
В 1997 году в деревне Ерёмина Гора Ерёминогорской волости проживали 108 человек, в 2002 году — 82 человека (русские — 94 %), деревня была административным центром волости.
В 2007 году в деревне Ерёмина Гора Ганьковского СП проживали 77 человек, в 2010 году — 65.

## География
Деревня расположена в северной части района на автодороге 41А-009 (Лодейное Поле — Тихвин — Чудово).
Расстояние до административного центра поселения — 11 км. Расстояние до районного центра — 53 км.
Расстояние до ближайшей железнодорожной станции Тихвин — 55 км.
Деревня находится на левом берегу реки Капша в месте впадения в неё реки Сарка.

## Демография
| 2007 | 2010 | 2017 |
| ---- | ---- | ---- |
| 77   | ↘65  | ↗67  |

### Национальный состав
Согласно данным Всероссийской переписи населения 2021 года в деревне проживали 46 человек, из них:
 русские — 43, белорусы — 1, водь — 1, удмурты — 1 человек.

## Религиозные здания
- Часовня Илии Пророка, 2000 года постройки, деревянная, действующая[20].

## Улицы
Переулок Водника, Заречная, Крючковская, Малая, Народная, Полевой переулок.